# István Bethlen
István Bethlen de Bethlen (Gornești, 8 ottobre 1874 – Mosca, 5 ottobre 1946) è stato un politico ungherese, Primo ministro dal 1921 al 1931.
Membro di un'antica famiglia nobile della Transilvania (allora parte dell'Impero d'Austria-Ungheria), venne eletto nel Parlamento ungherese nel 1901. Dopo la sconfitta dell'Impero asburgico nella prima guerra mondiale, partecipò in rappresentanza del suo Paese alla Conferenza di pace di Parigi del 1919. In seguito al colpo di Stato comunista di Béla Kun e all'instaurazione della Repubblica sovietica ungherese, Bethlen tornò in patria per guidare le forze controrivoluzionarie e partecipò, assieme all'ammiraglio Miklós Horthy alla formazione di un governo parallelo con sede a Seghedino.
Dopo che il tentativo rivoluzionario fallì, Horthy divenne reggente d'Ungheria e Bethlen venne nuovamente eletto deputato. In seguito al tentativo di restaurazione asburgica posto in essere da Carlo IV, Horthy chiese a Bethlen di formare un governo forte per scongiurare il rischio di nuovi colpi di mano. Bethlen formò dunque il partito dell'unità nazionale e grazie ad una serie di cambiamenti nella legge elettorale riuscì ad assicurarsi una solida maggioranza. Durante il suo esecutivo godette del sostegno sia dell'alta borghesia industriale di Budapest sia della vecchia aristocrazia rurale magiara. Fu abile anche ad ascoltare le istanze dei sindacati trovando con essi un accordo che scongiurasse il rischio di disordini interni.
Bethlen riuscì a far entrare il suo Paese nella Società delle Nazioni e si avvicinò sempre più all'Italia fascista con la speranza che Mussolini lo aiutasse a portare avanti le sue istanze revisioniste e dunque a cambiare le clausole del trattato del Trianon. La grande crisi economica del 1929 fece scivolare l'Ungheria in un periodo particolarmente difficile che sospinse il Paese verso posizioni sempre più apertamente filo-fasciste. Horthy infatti decise di sostituire Bethlen con Gyula Károlyi, membro dell'estrema destra.
In seguito a questo episodio, Bethlen scomparve dalla scena politica ungherese. Verso la fase finale della seconda guerra mondiale, quando apparve chiaro che la Germania (con cui l'Ungheria aveva stretto alleanza) avrebbe perso, Bethlen cercò di negoziare con gli alleati una pace separata. Nell'aprile del 1945 le truppe sovietiche entrarono a Budapest. Bethlen venne catturato e deportato a Mosca, dove morì in carcere poco prima del suo 72º compleanno.